# BAD GIRL (ノーナ・リーヴスの曲)
「BAD GIRL」（バッド・ガール）は、日本のバンド・ノーナ・リーヴスによる4枚目のシングル。1999年8月25日ににWARNER MUSIC JAPANより発売された。

## 概要
前作「I HEARD THE SOUND EP」から丁度1年ぶりのシングル。

## 収録内容
| 全作詞: 西寺郷太。 |                    |           |                    |      |
| #                  | タイトル           | 作詞      | 作曲               | 時間 |
| 1.                 | 「BAD GIRL」       | 西寺郷太  | 西寺郷太・奥田健介 | 5:35 |
| 2.                 | 「ANOTHER SUMMER」 | 西寺郷太  | 西寺郷太           | 4:16 |
| 3.                 | 「OLYMPIA」        | 西寺郷太  | 西寺郷太           | 2:23 |
| 合計時間:          | 合計時間:          | 合計時間: | 12:14              |      |

### 解説
1. BAD GIRL
  - 山本拓夫をプロデュースに迎えた楽曲[1]。
2. ANOTHER SUMMER
  - 山本拓夫によるブラスアレンジが施されている。
  - 後にアルバム「FRIDAY NIGHT」にも収録された。
3. OLYMPIA
  - 後に「FRIDAY NIGHT」の2013年盤のボーナストラックとして収録された。